# Liste der Biografien/Um
Liste der Biografien |
Portal Biografien |
Personensuche
# |
A |
B |
C |
D |
E |
F |
G |
H |
I |
J |
K |
L |
M |
N |
O |
P |
Q |
R |
S |
T |
U |
V |
W |
X |
Y |
Z |
?
 
Ua |
Ub |
Uc |
Ud |
Ue |
Uf |
Ug |
Uh |
Ui |
Uj |
Uk |
Ul |
Um |
Un |
Uo |
Up |
Uq |
Ur |
Us |
Ut |
Uu |
Uv |
Uw |
Ux |
Uy |
Uz
Die Liste der Biografien führt alle Personen auf, die in der deutschsprachigen Wikipedia einen Artikel haben. Dieses ist eine Teilliste mit 255 Einträgen von Personen, deren Namen mit den Buchstaben „Um“ beginnt.

## Um
- Um Nyobè, Ruben (1913–1958), kamerunischer Gewerkschaft und Politiker
- Um Young-sup (* 1964), südkoreanischer Radrennfahrer
- Um, Cheon-ho (* 1992), südkoreanischer Eisschnellläufer
- Um, Hong-gil (* 1960), südkoreanischer Bergsteiger
- Um, Won-sang (* 1999), südkoreanischer Fußballspieler

### Uma
- Umachanow, Murad Mustafajewitsch (* 1977), russischer Ringer
- Umaga (1973–2009), US-amerikanischer Wrestler samoanischer HerkunftUmaga (1973–2009)

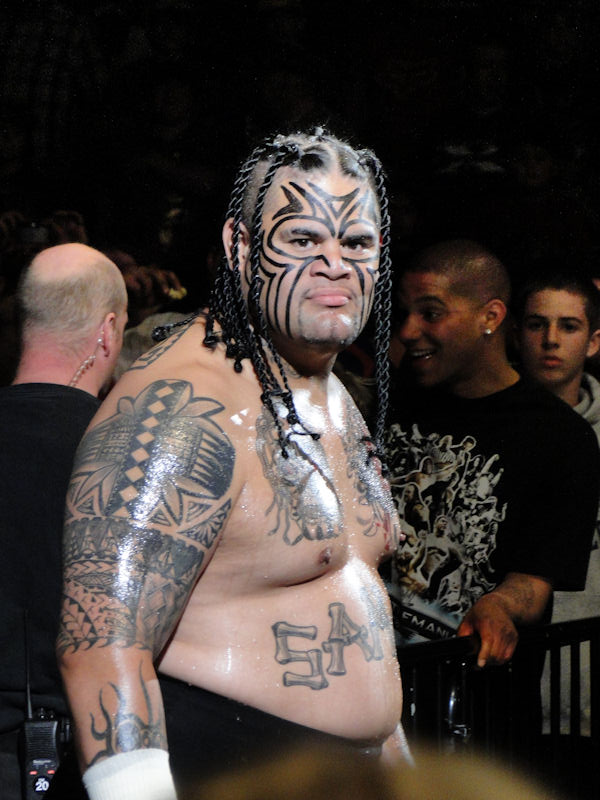
Umaga (1973–2009)

- Umaga, Tana (* 1973), neuseeländischer Rugby-Union-Spieler
- Umaid Singh (1903–1947), indischer Maharaja
- Umair (* 2003), pakistanischer Musikproduzent
- Umaiya ibn Abī s-Salt, Dichter aus dem arabischen Stamm Thaqīf
- Umajew, Idris Ibragimowitsch (* 1999), russischer Fußballspieler
- Umakoshi, Hikaru (* 2005), japanischer Fußballspieler
- Umaña, Cristina (* 1974), kolumbianische Schauspielerin
- Umaña, Helen (* 1942), honduranische Dichterin, Literaturkritikerin und Hochschullehrerin
- Umaña, Michael (* 1982), costa-ricanischer Fußballspieler
- Umanez, Nina (* 1956), sowjetische Ruderin
- Umanski, Terenti Fomitsch (1906–1992), sowjetischer Generalmajor
- Umansky, Jean, Tontechniker und Tonmeister
- Umansky, Michael (1897–1944), deutsch-ukrainischer Schauspieler, Opfer des Holocaust
- Umansky, Michail (1952–2010), deutscher Schachmeister mit russischen Wurzeln
- ʿUmar as-Suhrawardī (1145–1234), persischer Sufi
- Umar Halveti, Pir († 1347), islamischer Mystiker (Sufi) und Gründer der Halveti-Tariqa
- ʿUmar ibn ʿAbd al-ʿAzīz († 720), achter Kalif der Umayyaden (717–720)
- ʿUmar ibn Abī Rabīʿa (643–711), arabischer Dichter
- ʿUmar ibn al-Chattāb (592–644), zweiter Kalif des IslamʿUmar ibn al-Chattāb (592–644)

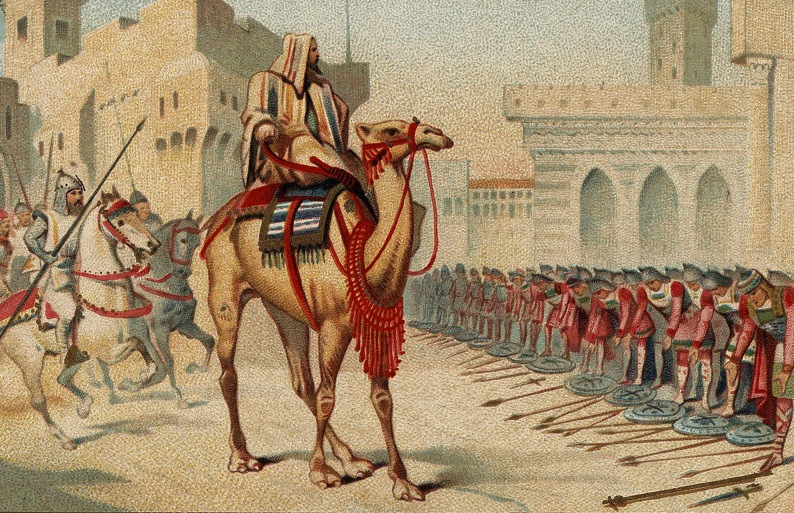
ʿUmar ibn al-Chattāb (592–644)

- ʿUmar ibn Hafsūn († 917), Führer eines Aufstandes in Al-Andalus
- ʿUmar ibn Schabba, Verfasser des Taʾrīch al-Madīna, einer Geschichte von Medina
- Umar, Abdul Aziz (* 1936), Adliger und Politiker in Brunei
- Umar, Abu Hafs (1090–1175), Führer der Almohaden
- Umar, Aminu (* 1995), nigerianischer Fußballspieler
- Umar, Asad (* 1961), pakistanischer Politiker
- Umar, Ebru (* 1970), niederländische Kolumnistin
- Umar, Muhammad Abduh, jemenitischer Politiker
- Umar, Nasaruddin (* 1959), indonesischer islamischer Gelehrter und Hochschulprofessor
- Umaras, Gintautas (* 1963), litauischer Radrennfahrer
- Umaras, Mindaugas (* 1968), litauischer Radrennfahrer
- Umarbajew, Parwisdschon (* 1994), tadschikischer Fußballspieler
- Umarin Yaodam (* 1980), thailändischer Fußballspieler
- Umarova, Komola (* 1999), usbekische Tennisspielerin
- Umarow, Doku Chamatowitsch (1964–2013), tschetschenischer Guerillakämpfer und Terrorist
- Umarow, Gadschi Magomedowitsch (* 1985), russischer Taekwondoin
- Umay Umay (* 1966), türkische Sängerin und Dichterin

### Umb
- Umbach, Dieter C. (1938–2024), deutscher Rechtswissenschaftler
- Umbach, Eberhard (* 1948), deutscher Physiker
- Umbach, Frank (* 1963), deutscher Politikwissenschaftler
- Umbach, Helmut (* 1953), deutscher evangelischer Pfarrer und Theologe
- Umbach, Josef (1888–1976), deutscher Fußballspieler
- Umbach, Karl-Heinz (1944–2021), deutscher Physiker und Forscher mit Arbeitsschwerpunkt Bekleidungsphysiologie
- Umbach, Klaus (1936–2018), deutscher Journalist, Musikkritiker und Buchautor
- Umbach, Lisa (* 1994), deutsche Fußballspielerin
- Umbach, Martin (* 1956), deutscher Schauspieler, Synchronsprecher und Autor
- Umbach, Rolf (1926–2018), deutscher Psychologe, Theologe und Schriftsteller
- Umbach, Wolf-Rüdiger (* 1945), deutscher Mathematiker, Hochschulpräsident und Fußballschiedsrichter
- Umbagai, Elkin (1921–1980), australische Lehrerin und Informantin der indigenen Kultur
- Umbarger, Harold Edwin (1921–1999), US-amerikanischer Biochemiker
- Umbarra († 1904), Elder (Ältester) des Aborigine-Stamms der Djirringanj
- Umbauer, Eva (* 1970), österreichische Radiomoderatorin
- Umbeck, Valentin (1842–1911), deutscher evangelischer Theologe und Generalsuperintendent Kirchenprovinz Rheinland
- Umbenhauer, Georg (1912–1970), deutscher Radrennfahrer
- Umber, Friedrich (1871–1946), deutscher Internist
- Umberg, Gerd-Theo (* 1943), deutscher Regisseur, Theatermanager und Hochschullehrer
- Umberg, Günter (* 1942), deutscher Bildender Künstler und Hochschullehrer
- Umberg, Johann Baptist (1875–1959), Schweizer Jesuit und Hochschullehrer
- Umberg, Richard (* 1950), Schweizer Langstreckenläufer und Leichtathletiktrainer
- Umberg, Werner (* 1943), deutscher Schauspieler
- Umberger, Jerry (* 1942), US-amerikanischer Dartspieler
- Umberger, R. J. (* 1982), US-amerikanischer Eishockeyspieler
- Umbers, Margaret, neuseeländische Schauspielerin
- Umbers, Richard James (* 1971), neuseeländischer Geistlicher, römisch-katholischer Weihbischof in Sydney
- Umberto I. (1844–1900), König von ItalienUmberto I. (1844–1900)

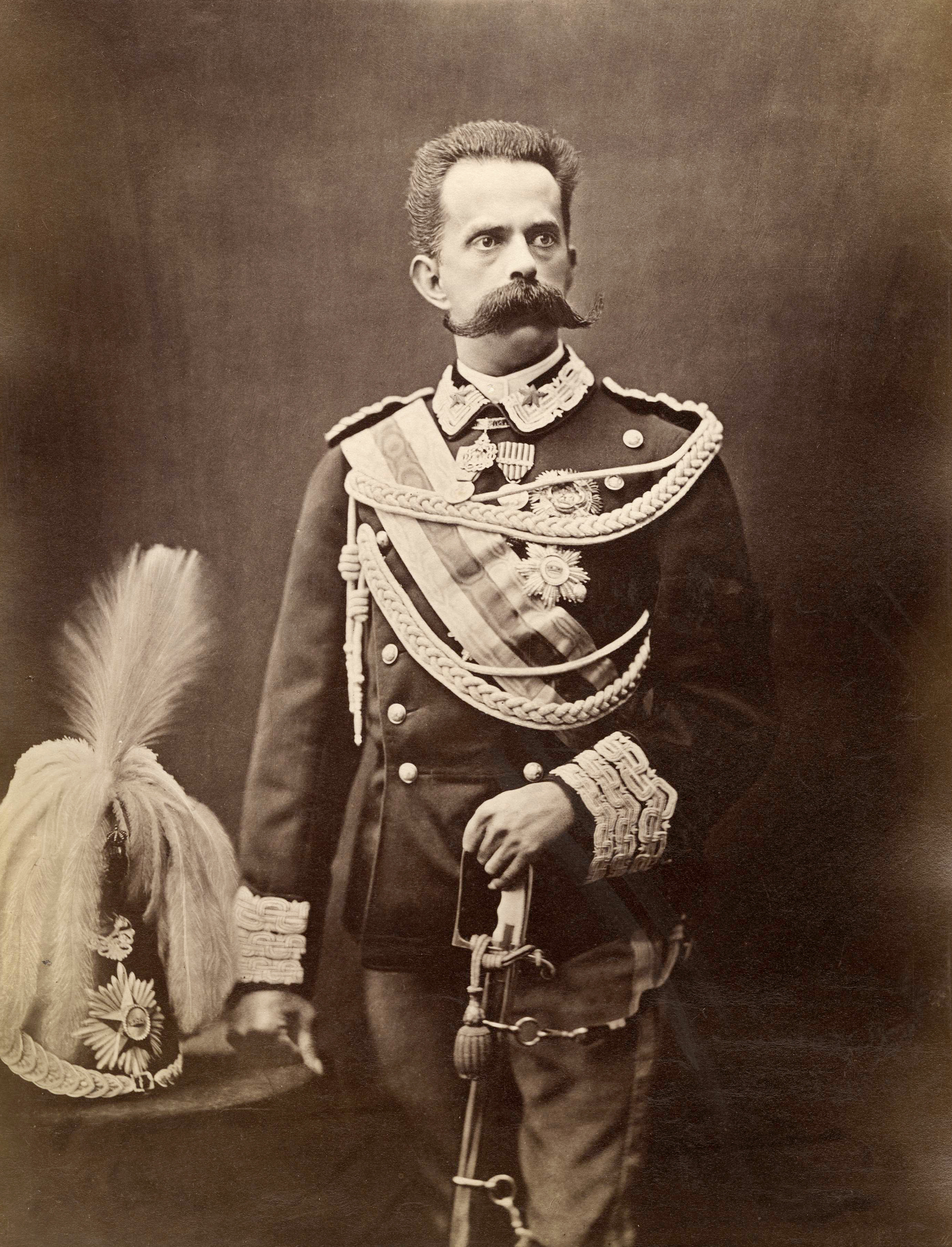
Umberto I. (1844–1900)

- Umberto II. (1904–1983), italienischer Marschall und König von Italien (1946)
- Ümbetow, Serik (* 1950), kasachischer Politiker
- Umbgrove, Johannes Herman Frederik (1899–1954), niederländischer Geologe und Geowissenschaftler
- Umbides, Javier Horacio (* 1982), argentinischer Fußballspieler
- Umbo (1902–1980), deutscher Fotograf und Fotojournalist
- Umbral, Francisco (1932–2007), spanischer Journalist und Schriftsteller
- Umbrărescu, Răzvan (* 1993), rumänischer Autorennfahrer
- Umbrasas, Steponas Dainius, litauischer Jurist, Politiker und stellv. Justizminister
- Umbrasas, Vytautas (* 1957), litauischer Politiker, Vizeminister der Verteidigung
- Umbrasienė, Gema (1958–2024), litauische Politikerin, Bürgermeisterin von Panevėžys
- Umbreit, Bernd (* 1950), deutscher Dokumentarfilmer
- Umbreit, Friedrich Wilhelm Carl (1795–1860), deutscher evangelischer Theologe
- Umbreit, Karl Gottlieb (1763–1829), deutscher Organist und Komponist
- Umbreit, Paul (1868–1932), deutscher Gewerkschafter
- Umbrella Man (1924–2014), US-amerikanischer Demonstrant, Augenzeuge des Attentats auf John F. Kennedy
- Umbri, Gidas (* 2001), italienischer Radrennfahrer
- Umbricht, Victor Hermann (1915–1988), Schweizer Jurist, Diplomat und Verwaltungsratsmitglied der Ciba-Geigy
- Umbscheiden, Franz (1825–1874), pfälzischer Revolutionär und Journalist
- Umbscheiden, Philipp (1816–1870), deutscher Politiker, MdL, MdFN, Appelationsgerichtsrat

### Umd
- Umdasch, Hilde (* 1943), österreichische Geschäftsfrau
- Umdenstock, Marie-Christine (* 1964), französische Fußballspielerin
- Umdu, Özer (* 1952), türkischer Fußballspieler

### Ume
- Ume, Kenjirō (1860–1910), japanischer Rechtsgelehrter
- Ume, Tange (1873–1955), japanische Chemikerin und Agrarwissenschaftlerin
- Umeala, Chioma Antoinette (* 1996), südafrikanisch-nigerianische Schauspielerin, Tänzerin und Model
- Umebachi, Takahide (* 1992), japanischer Fußballspieler
- Umebayashi, Shigeru (* 1951), japanischer FilmkomponistShigeru Umebayashi (* 1951)

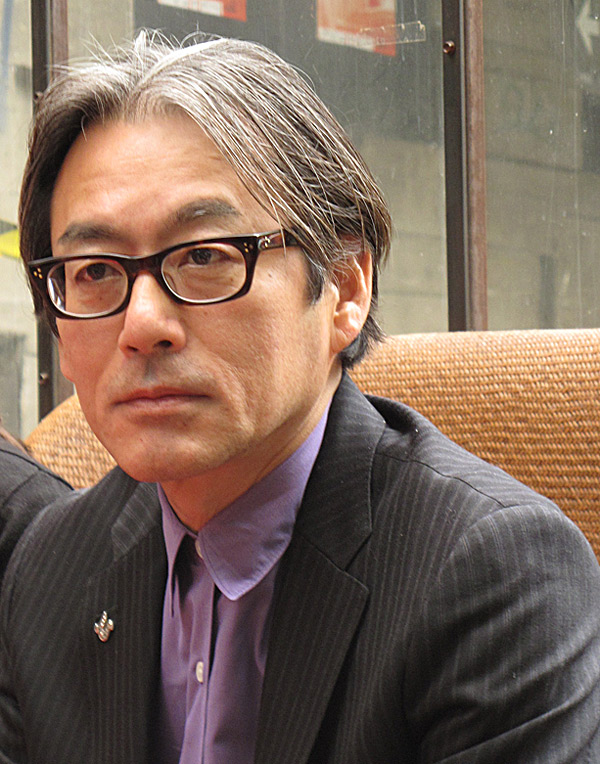
Shigeru Umebayashi (* 1951)

- Umeda, Kaito (* 1997), japanischer Fußballspieler
- Umeda, Naoya (* 1978), japanischer Fußballspieler
- Umeda, Riku (* 2000), japanischer Fußballspieler
- Umeda, Ryūji (* 1968), japanischer Karambolagespieler
- Umeda, Takashi (* 1976), japanischer Fußballspieler
- Umeda, Tōgo (* 2000), japanischer Fußballspieler
- Umeda, Umpin (1815–1859), japanischer Samurai
- Umegae, Hiroyoshi (* 1984), japanischer Langstrecken- und Hindernisläufer
- Umeh, Michael (* 1984), nigerianisch-US-amerikanischer Basketballspieler
- Umehara, Daigo (* 1981), japanischer E-Sportler
- Umehara, Katsuhiko (* 1954), japanischer Politiker, Bürgermeister von Sendai
- Umehara, Reina (* 1983), japanische Freestyle-Skisportlerin
- Umehara, Ryūzaburō (1888–1986), japanischer Maler
- Umehara, Sueji (1893–1983), japanischer Archäologe
- Umehara, Takeshi (1925–2019), japanischer Religionsforscher, Philosoph und Publizist
- Umei, Daiki (* 1989), japanischer Fußballspieler
- Umek, Karlo (1917–2010), slowenischer Sportschütze
- Umek, Uroš (* 1976), slowenischer DJ und Musikproduzent
- Umeki, Kento (* 1999), japanischer Fußballspieler
- Umeki, Kurao (* 1975), japanischer Langstreckenläufer
- Umeki, Mami (* 1994), japanische Judoka
- Umeki, Miyoshi (1929–2007), japanische SchauspielerinMiyoshi Umeki (1929–2007)

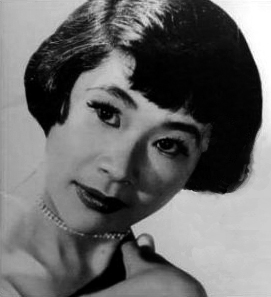
Miyoshi Umeki (1929–2007)

- Umeki, Rei (* 2005), japanischer Fußballspieler
- Umeki, Tsubasa (* 1998), japanischer Fußballspieler
- Umelo, Grace (* 1978), nigerianische Weitspringerin
- Umemura, Aya (* 1976), japanische Tischtennisspielerin
- Umemura, Haruki (* 1995), japanischer Fußballspieler
- Umemura, Rafael Masahiro (* 1952), japanischer Geistlicher, Bischof von Yokohama
- Umenai, Kazuma (* 1991), japanischer Fußballspieler
- Umenberger, Ferdinand (1901–1992), österreichischer Landwirt und Mundart-Dichter
- Umeoka, Yumi, japanische Fußballspielerin
- Umerle, Julie, englische Malerin
- Umerow, Ilmi (* 1957), krimtatarischer Arzt und Politiker
- Umesaki, Tsukasa (* 1987), japanischer Fußballspieler
- Umesao, Tadao (1920–2010), japanischer Ethnologe
- Umewaka, Manzaburō (1868–1946), japanischer Nō-Darsteller
- Umewaka, Minoru I. (1828–1909), japanischer Nōschauspieler
- Umeyama, Osamu (* 1973), japanischer Fußballspieler
- Umezaki, Haruo (1915–1965), japanischer Schriftsteller
- Umezaki, Keita (* 1981), japanischer Skispringer
- Umezaki, Kōjirō (* 1968), japanischer Shakuhachi-Spieler und Komponist
- Umezaki, Shujaku (1896–1969), japanischer Maler der Nihonga-Richtung
- Umezawa, Hamao (1914–1986), japanischer Mikrobiologe und Entdecker von Kanamycin, Josamycin und Bleomycin
- Umezawa, Manabu (* 1972), japanischer Fußballspieler
- Umezawa, Takashi (* 1972), japanischer Fußballspieler
- Umezu, Chie (* 1982), japanische Badmintonspielerin
- Umezu, Katsuki (* 1999), japanischer Fußballspieler
- Umezu, Kazuo (1936–2024), japanischer Manga-Zeichner
- Umezu, Kazutoki (* 1949), japanischer Jazzmusiker
- Umezu, Yoshijirō (1882–1949), japanischer General, Oberbefehlshaber der japanischen Armee im Zweiten WeltkriegUmezu Yoshijirō (1882–1949)

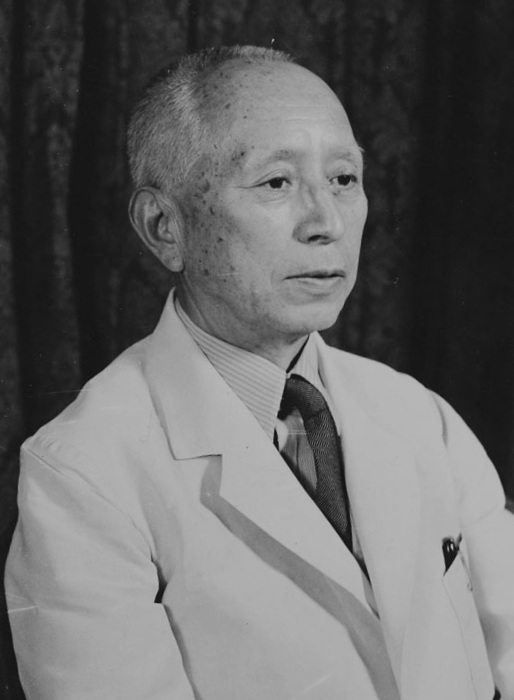
Umezu Yoshijirō (1882–1949)

### Umf
- Umfahrer, Balthasar (1790–1859), österreichischer Posthalter und Politiker, Landtagsabgeordneter
- Umfahrer, Franziska (1911–1988), deutsche Kunsterzieherin und Stifterin
- Umfraville, Gilbert de († 1175), anglo-schottischer Adliger
- Umfraville, Gilbert de, anglo-schottischer Adliger
- Umfraville, Gilbert de, 9. Earl of Angus († 1381), englischer Adeliger, Titular-Earl of Angus
- Umfraville, Ingram de, schottischer Ritter und Regent
- Umfraville, Odinel de, anglo-schottischer Adliger
- Umfraville, Odinel de († 1182), anglo-schottischer Adliger
- Umfraville, Robert de, anglo-schottischer Adliger
- Umfraville, Thomas, englischer Militär
- Umfraville, Thomas († 1387), englischer Adliger
- Umfrid, Hermann (1892–1934), deutscher evangelischer Pfarrer in der Stadt Niederstetten
- Umfrid, Otto (1857–1920), deutscher evangelischer Theologe und Pazifist

### Umg
- Umgelter, Fritz (1922–1981), deutscher Regisseur, Schauspieler und BühnenbildnerFritz Umgelter (1922–1981)

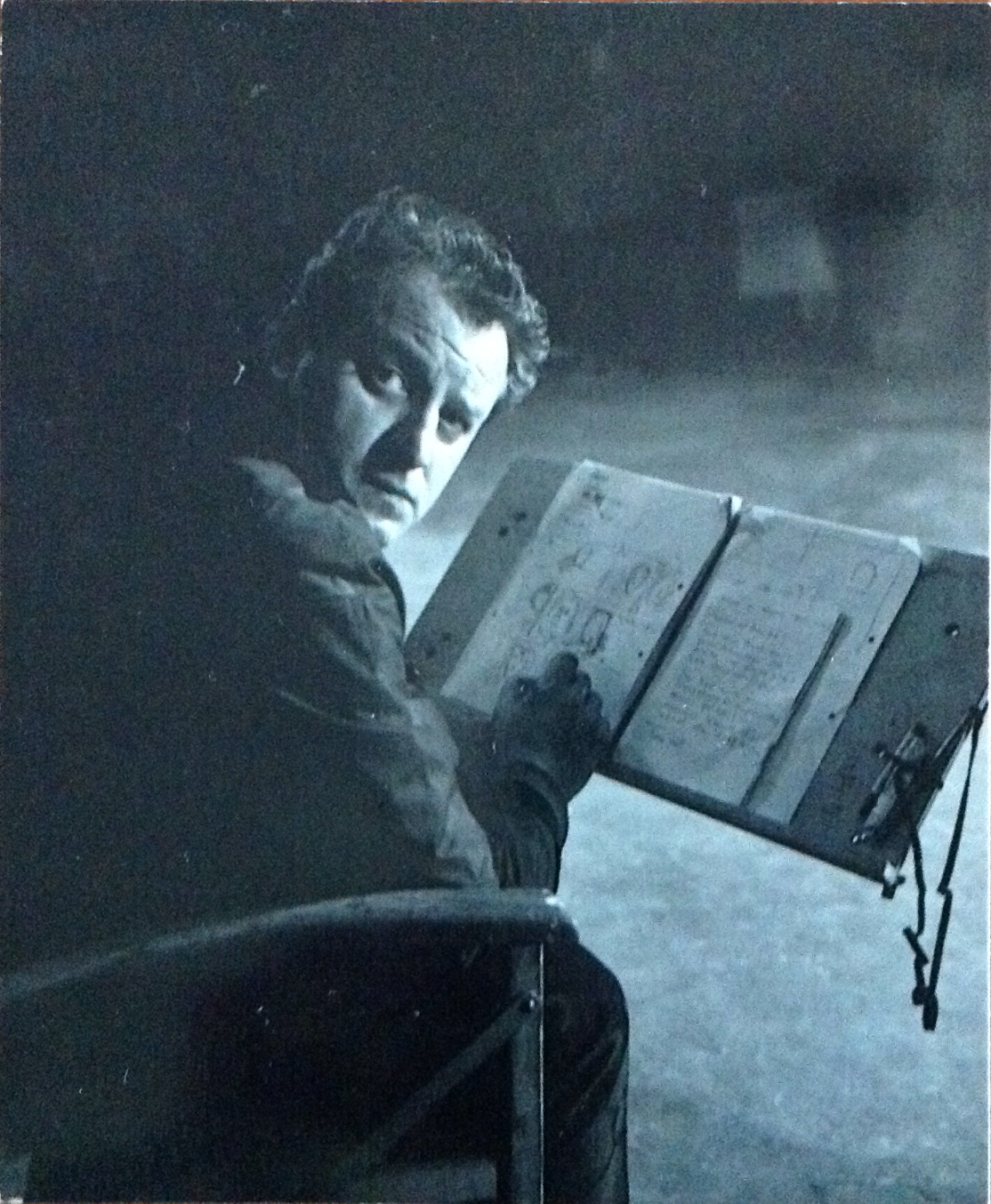
Fritz Umgelter (1922–1981)

- Umgelter, Hermann (1891–1962), deutscher Maler
- Umgelter, Karl (1907–1941), deutscher Hammerwerfer

### Umh
- Umhauer, Ernst (* 1989), französischer Schauspieler
- Umhauer, Erwin (1878–1961), deutscher Politiker (DVP)

### Umi
- Umiastowski, Roman (1893–1982), polnischer Oberst und Militärhistoriker
- Umičević, Dragan (* 1984), schwedischer Eishockeyspieler
- Umidova, Zulfiya (1897–1980), sowjetische Kardiologin, korrespondierendes Mitglied der Akademie der Medizinischen Wissenschaften der UdSSR
- Umile da Petralia († 1639), italienischer Bildhauer des Barock
- Umiliani, Piero (1926–2001), italienischer Filmmusikkomponist
- Umino, Chika (* 1966), japanische Manga-Zeichnerin
- Umińska, Eugenia (1910–1980), polnische Geigerin und Musikpädagogin
- Ümit, Ahmet (* 1960), türkischer Schriftsteller

### Umj
- Umjarow, Nail Renadowitsch (* 2000), russischer Fußballspieler
- Umjenovic, Stefan (* 1995), österreichischer Fußballspieler
- Umjerow, Rustem (* 1982), ukrainischer Politiker, Geschäftsmann, Investor und Philanthrop krimtatarischer HerkunftRustem Umjerow (* 1982)

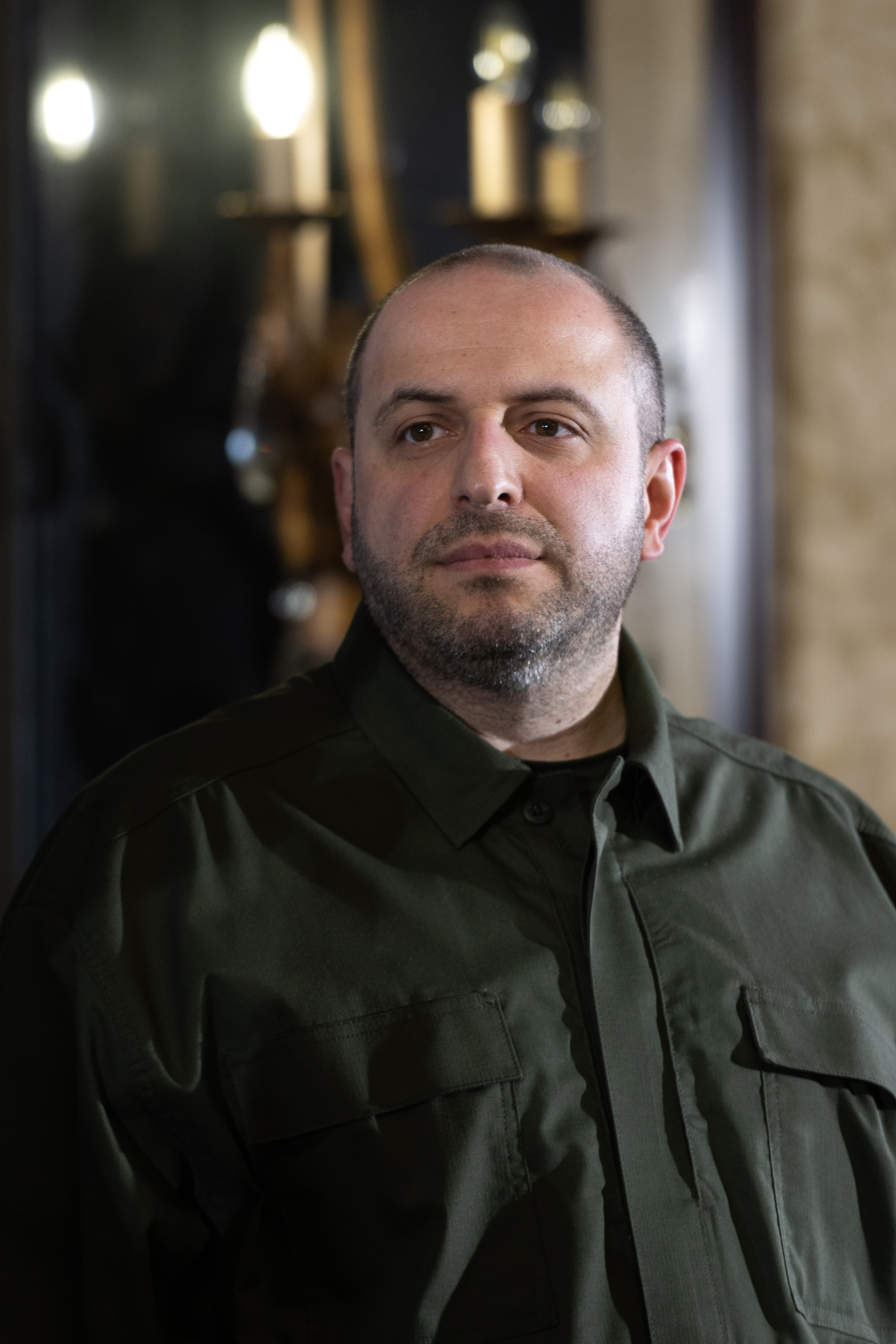
Rustem Umjerow (* 1982)

### Uml
- Umland, Andreas (* 1967), deutscher Politikwissenschaftler, Publizist und Osteuropa-Experte
- Umland, Fritz (1922–1990), deutscher Chemiker
- Umlandt, Ralph, deutscher Basketballschiedsrichter
- Umlauf, Charlotte (* 1920), deutsche Politikerin (SED), OB von Görlitz
- Umlauf, Ellen (1925–2000), österreichische Schauspielerin
- Umlauf, Eva (* 1942), tschechisch-deutsche Kinderärztin, Psychotherapeutin, Überlebende der Shoah und Zeitzeugin
- Umlauf, Ignaz (1746–1796), österreichischer Komponist, Bratschist und Kapellmeister
- Umlauf, Jasmin (* 1988), deutsche Fußballspielerin
- Umlauf, Josef (1906–1989), deutscher Stadt- und Raumplaner
- Umlauf, Karl (1866–1945), deutscher Erziehungswissenschaftler
- Umlauf, Konrad (* 1952), deutscher Bibliothekar, Autor und Hochschullehrer
- Umlauf, Michael (1781–1842), österreichischer Komponist
- Umlauf-Lamatsch, Anneliese (1895–1962), österreichische Schriftstellerin
- Umlauf-Orrom, Ulrike (* 1953), deutsche Glaskünstlerin und Designerin
- Umlauff von Frankwell, Johann (1866–1932), österreichischer Militärpilot
- Umlauff, Heinrich (1868–1925), deutscher Kaufmann, Völkerschaubetreiber, Filmarchitekt, Kostümbildner, Requisiteur
- Umlauft, Ambros (1853–1904), österreichischer Handelskammerpräsident und Politiker
- Umlauft, Franz Josef (1883–1960), deutscher Lehrer und Heimatforscher
- Umlauft, Jan (* 1987), deutscher Volleyball-Nationalspieler
- Umlauft, Paul (1853–1934), deutscher Komponist

### Umm
- Umm al-Fadl bint al-Ma'mun, Prinzessin der Abbasiden-Dynastie
- Umm Habib bint al-Ma'mun, Prinzessin der Abbasiden-Dynastie
- Umm Habiba, Ehefrau Mohammeds
- Umm Isa bint Musa al-Hadi, Prinzessin der Abbasiden-Dynastie
- Umm Kulthum (1904–1975), ägyptische SängerinUmm Kulthum (1904–1975)

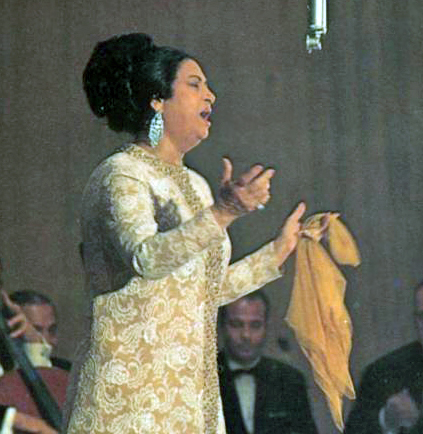
Umm Kulthum (1904–1975)

- Umm Layla, Ehefrau von Imam al-Ḥusain ibn ʿAlī und Mutter von Ali Akbar ibn Hussain
- Umm Muhammad bint Salih, Ehefrau des legendären fünften Abbasiden-Kalifen Harun al-Raschid
- Umm Salama, Ehefrau des Propheten Mohammed
- Umm Sulaim bint Milhān, Gefährtin des Propheten Mohammed aus dem arabischen Stamm Chazradsch in Yathrib
- Ummak, İlhan (* 1979), türkischer Fußballspieler
- Ummanunu, elamitischer König
- Ummel, Jakob (1895–1992), Schweizer Sänger und Komponist von Jodelliedern
- Ummels, Britt (* 1993), niederländische Leichtathletin
- Ummen, Hans (1894–1982), deutscher Politiker (NSDAP), MdR, MdL
- Ummenhofer, Stefan (* 1969), deutscher Journalist und Autor
- Ummenhofer, Thomas (* 1964), deutscher Bauingenieur und Hochschullehrer
- Ummidia Cornificia Faustina, Nichte des Mark Aurel
- Ummidia Pomponia Ummidia, Tochter der Annia Aurelia Faustina und Nachfahrin Mark Aurels
- Ummidia Quadratilla († 107), römische Adelige
- Ummidius Durmius Quadratus, Gaius, römischer Senator
- Ummidius Quadratus, römischer Politiker und möglicherweise Suffektkonsul 146
- Ummidius Quadratus, Gaius, römischer Suffektkonsul 118
- Ummidius Quadratus, Marcus, römischer Konsul 167
- Umminger, Willi (1891–1967), deutscher Schauspieler und Hörspielsprecher

### Umn
- Umnow, German Alexandrowitsch (1937–2016), russischer Schachkomponist
- Umnow, Jewgeni Iwanowitsch (1913–1989), russischer Schachkomponist

### Umo
- Umoh, Camillus Raymond (* 1956), nigerianischer Priester, Bischof von Ikot Ekpene
- Umony, Brian (* 1988), ugandischer Fußballspieler
- Umor, Herrscher über Bulgarien im Jahr 766
- Umoren, Anselm (* 1962), nigerianischer römisch-katholischer Ordensgeistlicher, Weihbischof in Abuja
- Umotong, Ini-Abasi (* 1994), nigerianische Fußballspielerin

### Ump
- Umpai Mutaporn (* 1985), thailändischer Fußballspieler
- Umpfenbach, Franz (1835–1885), deutscher Altphilologe
- Umpfenbach, Franz Anton (1790–1852), deutscher Vermessungs- und Straßenbauingenieur, Architekt sowie Baubeamter
- Umpfenbach, Hermann (1798–1862), deutscher Mathematiker
- Umpfenbach, Karl (1832–1907), Nationalökonom
- Umpiérrez, Claudia (* 1983), uruguayische Fußballschiedsrichterin
- Umpiérrez, Gabriel (* 1970), uruguayischer Leichtathlet und Trainer
- Umpiérrez, José Luis, uruguayischer Kanute
- Umpiérrez, Rubén (* 1956), uruguayisch-französischer Fußballspieler
- Umprecht, Lukas (* 1994), österreichischer Fußballspieler

### Umr
- Umrzoqov, Sardor (* 1977), usbekischer Politiker

### Ums
- Umse (* 1983), deutscher Rapper
- Umstatt, Joseph (1711–1762), österreichischer Komponist
- Umstätter, Walther (1941–2019), rumänisch-deutscher Informationswissenschaftler, Professor für Bibliotheks- und Informationswissenschaft
- Umstead, Danelle (* 1972), US-amerikanische Skirennläuferin und Behindertensportlerin
- Umstead, William B. (1895–1954), US-amerikanischer Politiker

### Umt
- Umtiti, Samuel (* 1993), französisch-kamerunischer FußballspielerSamuel Umtiti (* 1993)

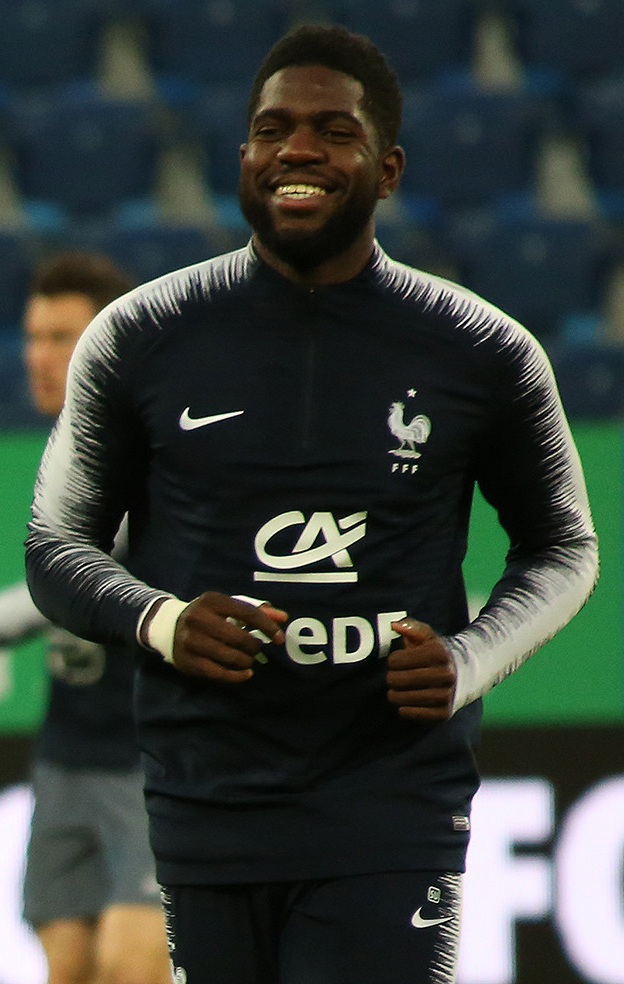
Samuel Umtiti (* 1993)

### Umu
- Umubyeyi Mairesse, Beata (* 1979), franco-ruandische Schriftstellerin
- Umuhire, Eliane (* 1986), ruandische Schauspielerin
- Umuhoza Uwase, Lidwine (* 1999), ruandische Schwimmerin
- Umuhoza, Victoire Ingabire (* 1968), ruandische Politikerin
- Umundum, Peter (* 1964), österreichischer Manager
- Umunegbu, Kingsley (* 1989), nigerianischer Fußballspieler
- Umur Bey († 1348), Herrscher der Aydınoğlu
- Umut, Bartu (* 1994), türkischer Fußballspieler
- Umut, Emrah (* 1982), türkischer Fußballspieler
- Umut, Esila (* 2001), türkische Schauspielerin